# Chonmage

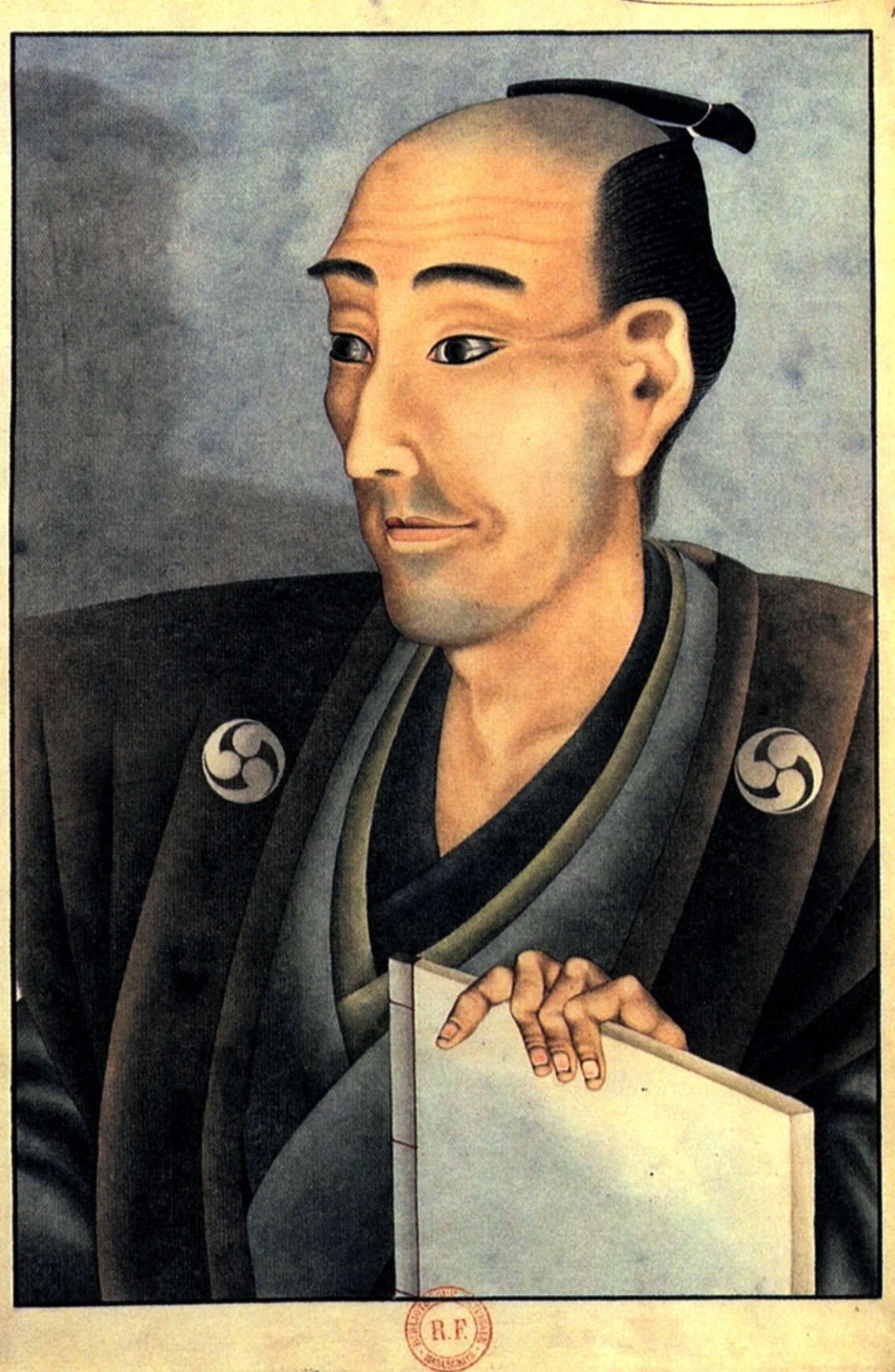
Portrait d'un homme portant une coupe de cheveux chonmage de l'époque Edo.

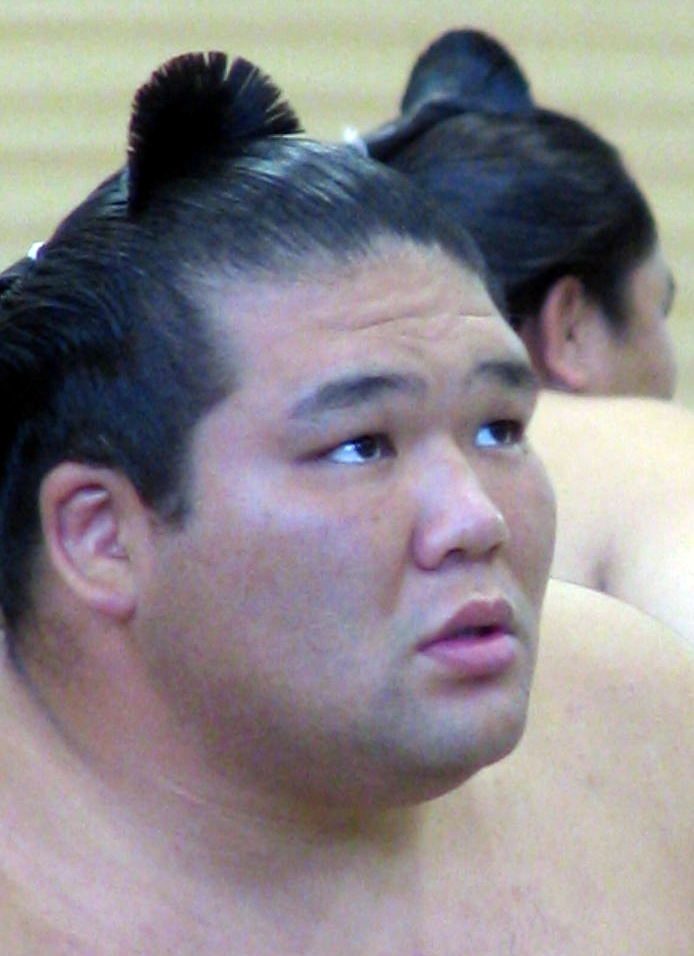
Lutteur de sumo portant un chonmage de style ōichō.

Le chonmage (丁髷), ou chon mage, est une forme de coiffure japonaise traditionnelle portée par les hommes. Il est le plus souvent associé à l'époque d'Edo et aux samouraïs et, plus récemment, aux lutteurs de sumo. C'est à l'origine une méthode d'utilisation de cheveux pour tenir un casque de samouraï stable au sommet de la tête dans la bataille, puis elle devient un symbole de statut dans la société japonaise.
Un chonmage traditionnel de l'époque d'Edo présente une patte rasée. Le reste des cheveux, gardés longs, sont huilés et attachés en une petite queue repliée sur la partie supérieure de la tête en un chignon caractéristique. Ce type de coiffure passe pour montrer de l'égard pour son porteur car elle camoufle les formes de calvitie liées à l'âge.

## Sumo
De nos jours, les derniers porteurs de chonmage sont les lutteurs de sumo. Ce style de chonmage est légèrement différent en ce que la patte n'est plus rasée, bien que les cheveux peuvent être éclaircis dans cette région afin de permettre à la touffe de tenir avec plus de soin.
Les lutteurs au statut de sekitori sont tenus en certaines occasions de porter leurs cheveux sous une forme plus élaborée de chignon appelée ōichō (大銀杏) ou « style de feuille de ginkgo », où l'extrémité de la touffe est évasée pour former un demi-cercle, qui ressemble à un sensu. Compte tenu de la spécificité de ce style dans le Japon moderne, l'Association japonaise de sumo emploie des coiffeurs spécialisés appelés tokoyama (de) pour couper et préparer les cheveux des lutteurs de sumo.
Le chonmage est d'une telle importance symbolique dans le sumo que sa découpe est la pièce maîtresse de la cérémonie de départ à la retraite d'un lutteur. Les dignitaires et autres personnes importantes dans la vie d'un lutteur sont invités à prendre une mèche du rikishi, la dernière d'entre elles revenant à son entraîneur.